# ディヤルバクル城塞とヘヴセル庭園の文化的景観
ディヤルバクル城塞とヘヴセル庭園の文化的景観（ディヤルバクルじょうさいとヘヴセルていえんのぶんかてきけいかん）は、2015年の第39回世界遺産委員会で登録されたトルコの世界遺産の一つである。古代ローマ時代に築かれ、時代ごとに様々な修繕が行われてきたディヤルバクルの城壁は、万里の長城に次いで世界第2位の長さと言われている。この城壁に囲まれたディヤルバクル旧市街を培ってきたのが、都市とティグリス川をつなぐヘヴセル庭園である。これらが一体となった文化的景観は、肥沃な三日月地帯に属する地域で時代ごとに中心的な役割を果たしてきた城塞都市の発展段階をよく伝えている。

## 歴史
ディヤルバクルはティグリス川上流域に位置し、肥沃な三日月地帯に含まれる。「ディヤルバクル」という都市の名前は、20世紀になって正式に制定されたものである。それ以前は古代ローマ時代にアミダ (Amida)、後のアラブ人たちからはアーミド (Amed) と呼ばれていた。しかし、都市の歴史はそれよりもはるかに古く、ディヤルバクル一帯では、チャユニュー遺跡（紀元前9300年頃から前6300年頃）に代表される新石器時代以来の定住の跡が見つかっている。
城壁の発達は古代ローマ時代のことである。その時代に地域の主要都市となったディヤルバクルでは、段階的に城壁が整備され、現存する城壁のもとが形成された。イスラームの勢力圏に入っても、地域の主都としての重要性は揺らがず、ことに11世紀には城壁に様々な修復工事が行われた。この修復のときに多くの碑文が書かれた。城壁には時代ごとの変遷を伝える碑文が63件残されているが、東ローマ帝国時代に遡るものはわずかに6件、残りはイスラーム勢力圏内に入った後のものである。
オスマン帝国に支配された後も地域の交易拠点としての重要性を保ち、かくしてディヤルバクルにはヘレニズム期から現代に至るまで、時代ごとに重要な都市であり続けた歴史が刻まれている。

## 構成資産

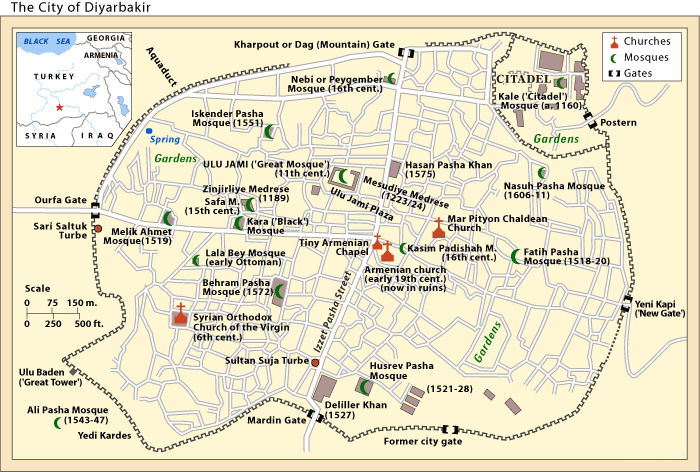
城壁と旧市街の地図。右上隅の小さな区画が内城。

旧市街を取り囲む城壁と、それに接するヘヴセル庭園が主な登録対象である。なお、城壁に囲まれた旧市街には紀元前の神殿が転用されたと考えられているウル・ジャーミィなどの貴重な建造物群も残るが、旧市街はほぼ登録対象には含まれていない（城壁内は、城壁外の庭園以外の地域とともに、緩衝地域を形成している）。

### 城壁
ディヤルバクルの城壁は内城（イチカレ、İç Kale）と外城（ドゥシュカレ、Dış Kale）に区別することができ、より古いのは内城の方である。内城はかつてアーミダ城とも呼ばれた。外城は4世紀におおむね現在の形になった。その長さは内城が600 m、外城が5,200 m で、合計は5,800 m となる。城壁は3 m から5 m の厚さで高さは8 m から12 m、主として地元の玄武岩が使われているが、外城に備わっている82の塔をはじめとする設備群には、石灰岩やレンガも使われている。

### 天然資源とティグリス盆地
市壁西部のアンゼレ泉（Anzele）をはじめとする4つの泉が、都市にとっての水源となってきた。その自然環境には麦類、豆類などの祖先種も生育している。また、ティグリス盆地 (Tigris Valley) は場所によって森林や湿原、牧草地など様々な植生が見出せる。

### ヘヴセル庭園

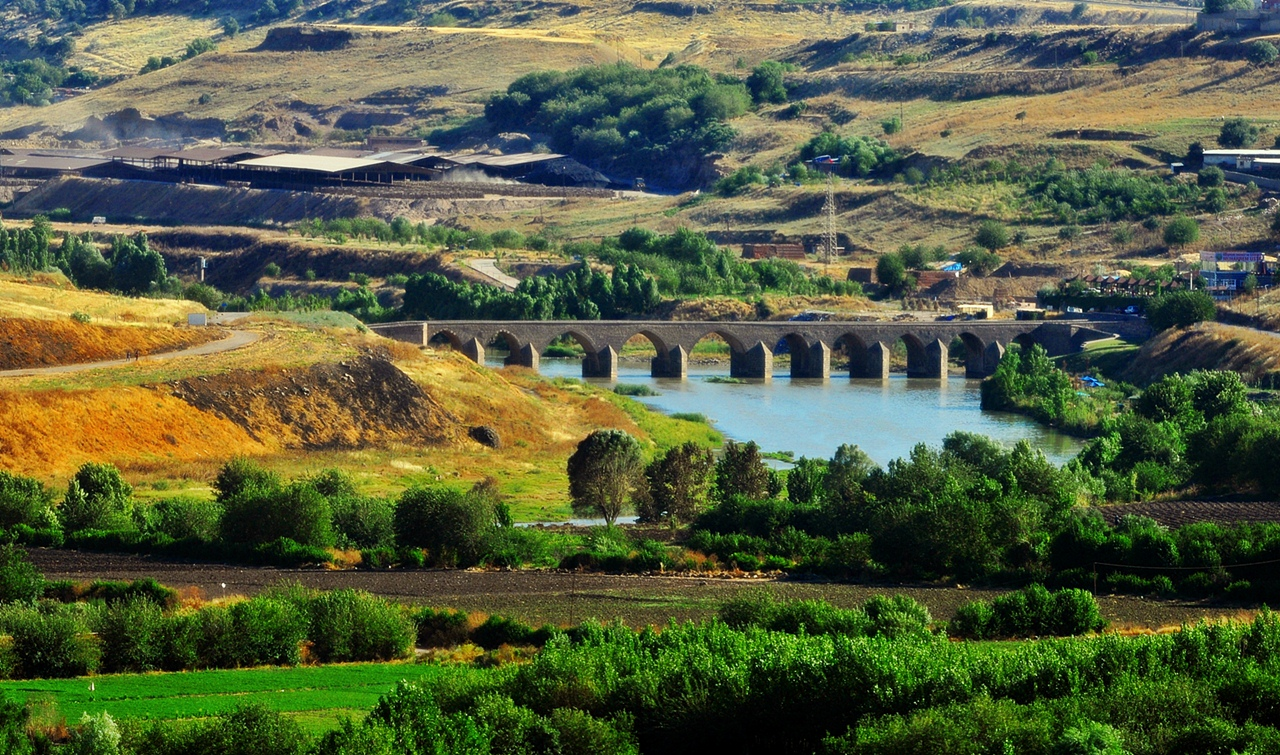
ヘヴセル庭園とディジュレ橋

ヘヴセル庭園（ヘウセル庭園、エヴセル庭園）は城壁南東に広がる庭園群で、都市とティグリス川をつないでいる。ヘヴセル庭園は都市ディヤルバクルが成立した時から存在していたといわれる。都市への食料供給地として重要な役割を担っており、実際、11世紀にディヤルバクルがセルジューク朝の軍門に下った時は、ヘヴセル庭園を破壊されて兵糧攻めにされたことも影響した。
オスマン帝国時代には一面クワ畑となり、養蚕業に活用された。養蚕業が衰えた現代では再び食料供給地として、1960年代までは野菜、果物を供給しており、2010年代半ばでさえも約400 ha のうち、250 ha ほどはそうしたものの栽培に使われている。残りの部分はそれ以外の樹木だが、ヘヴセル庭園は動植物の点でも大事な場所で、189種の鳥類のほか、動植物の固有種が見られる。

### ディジュレ橋
ディジュレ橋はヘヴセル庭園の南端でティグリス川に架かり、ディヤルバクルからは南に 3 km に位置する。建設は1064年から1065年とされるが、より早い時期を想定する異説もある。この橋の呼び方は「ディジュレ橋」のほか、そのアーチの数からオンギョズル橋（「十の目の橋」）の異名もある。

## 登録経緯
この物件が世界遺産の暫定リストに登録されたのは2000年2月25日のことであり、2014年1月30日に正式推薦された。世界文化遺産の諮問機関である国際記念物遺跡会議 (ICOMOS) は同年8月25日から28日の現地調査の結果も踏まえ、すでに世界遺産に登録された城塞都市（古代都市アレッポ、マサガン（アル・ジャディーダ）のポルトガル様式市街など）や城壁（万里の長城、ローマ帝国の国境線など）と比較してもその顕著な普遍的価値を持つことは認めたが、管理計画の不備などから「情報照会」を勧告した。
しかし、それを踏まえた2015年の第39回世界遺産委員会では、顕著な普遍的価値自体が認められていることから「登録」を推す委員国がほとんどを占め、トルコ当局からも管理面の改善が報告されたため、逆転での登録が認められた。トルコは同じ年にエフェソスの登録も果たしており、トルコの世界遺産は15件となった。

### 登録名

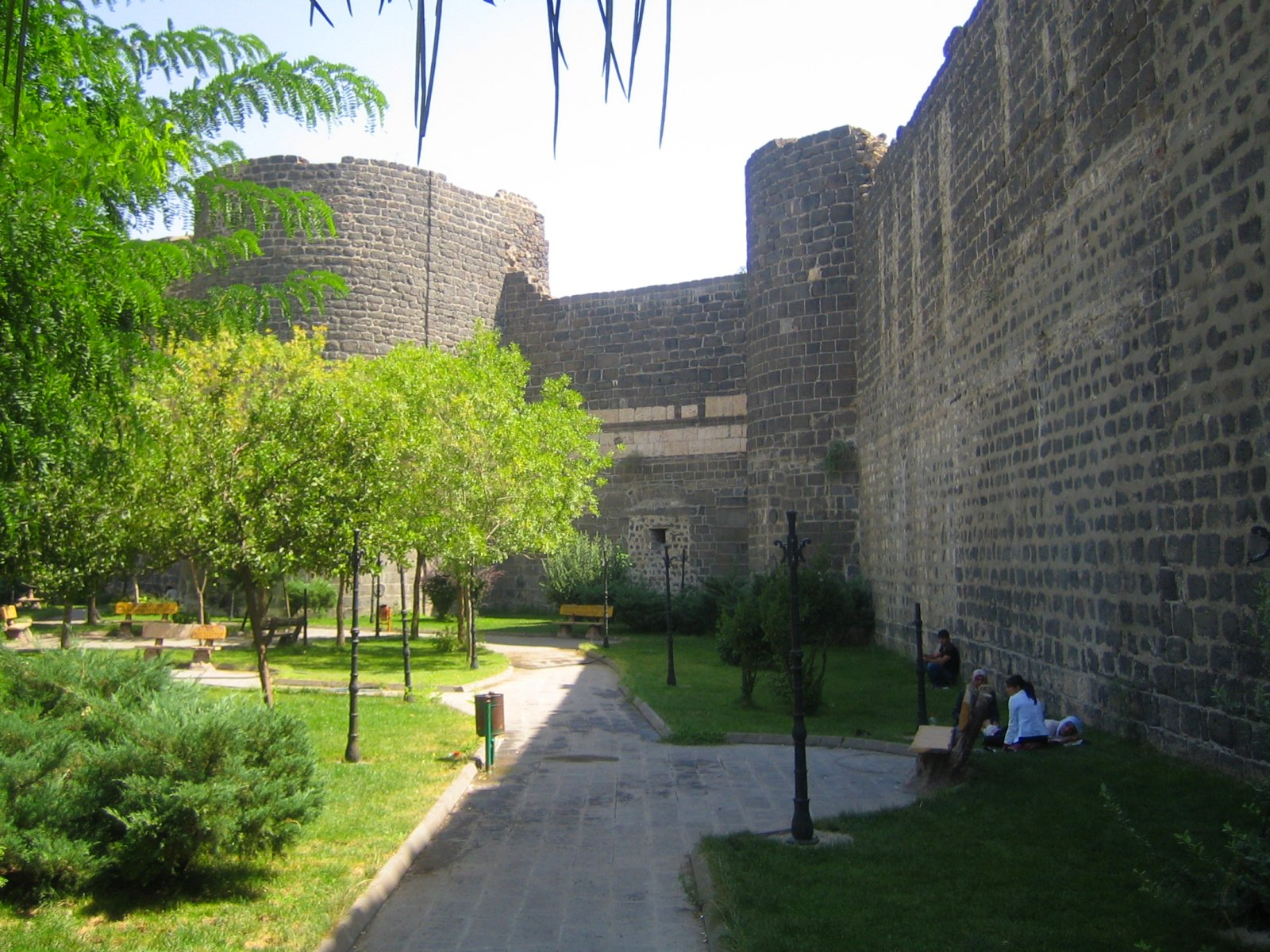
城壁

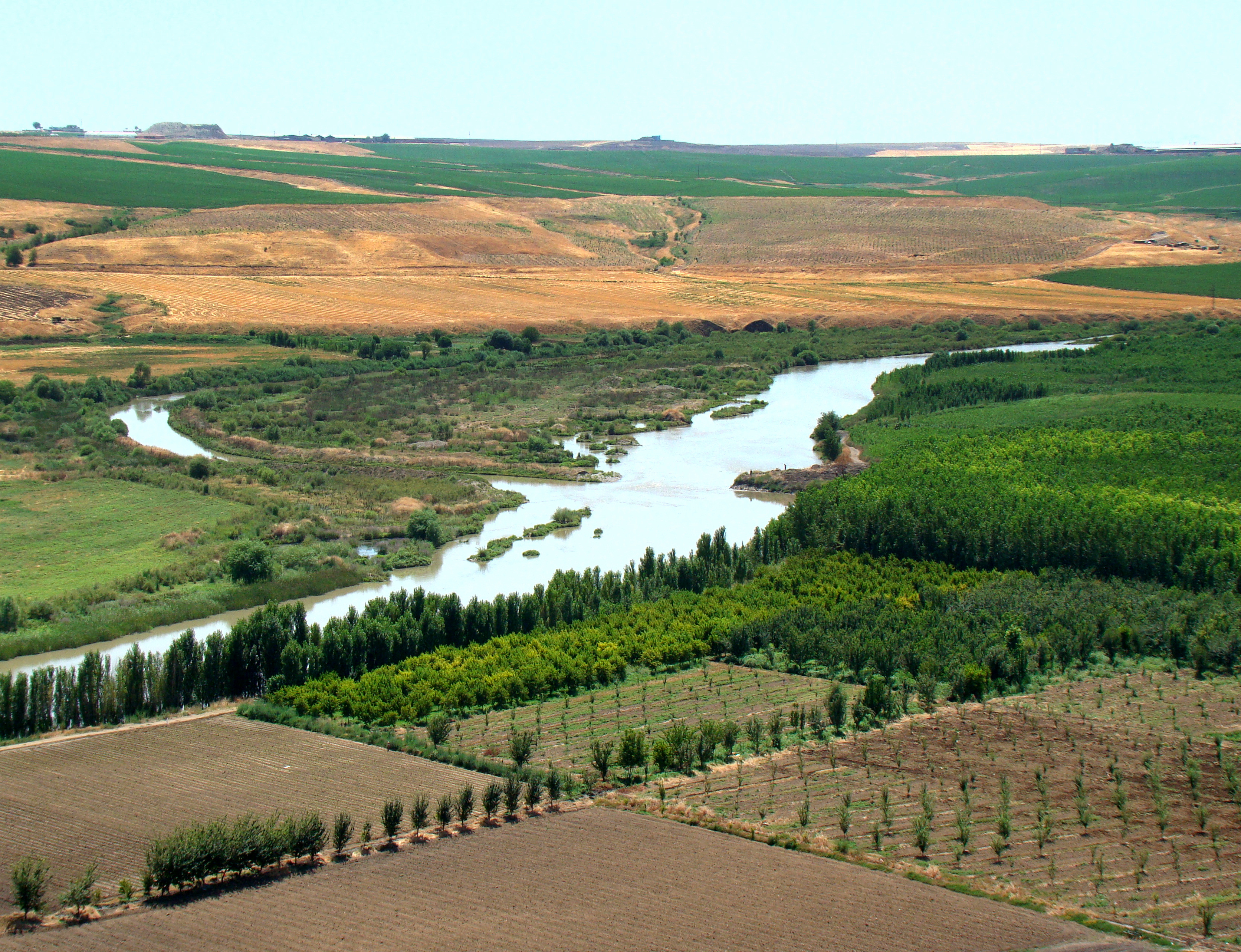
ヘヴセル庭園

この物件の正式名称は英語: Diyarbakır Fortress and Hevsel Gardens Cultural Landscape、フランス語: Paysage culturel de la forteresse de Diyarbakır et des jardins de l’Hevselである。その日本語訳は Hevsel の音写の仕方を中心に以下のような揺れがある。
- ディヤルバクル城塞とエヴセル庭園の文化的景観 - 日本ユネスコ協会連盟[5]
- ディヤルバクル要塞とヘヴセル庭園群の文化的景観 - 世界遺産検定事務局[18]
- ディヤルバクル要塞およびヘヴセル庭園の文化的景観 - 鈴木地平（月刊文化財）[19]
- ディヤルバクル要塞及びヘヴセル庭園の文化的景観 - 東京文化財研究所[20]
- ディヤルバクル城壁とエヴセルガーデンの文化的景観 - 古田陽久・古田真美[21]
- ディヤルバクルの城塞とヘヴセル庭園の文化的景観 - 『なるほど知図帳』[22]
- ディヤルバクル城塞とヘヴセル庭園の文化的景観 - 『今がわかる時代がわかる世界地図』[23]
- ディヤルバクルの城塞とヘウセル庭園の文化的景観 - 地球の歩き方編集室[1][注釈 1]

## 登録基準
この世界遺産は世界遺産登録基準のうち、以下の条件を満たし、登録された（以下の基準は世界遺産センター公表の登録基準からの翻訳、引用である）。
- (4) 人類の歴史上重要な時代を例証する建築様式、建築物群、技術の集積または景観の優れた例。
  - 世界遺産委員会はこの基準の適用理由について、「稀有にして印象的なディヤルバクル城塞、および関連するヘヴセル庭園は、その広大な石造の市壁、門（多くの修復や付加を含む）、碑文、庭園/野原、そしてティグリス川との関係で成立している景観を通じて、古代ローマ時代から現代に至るまでのこの地方の重要な歴史的時期の多くを説明している」[24]とした。

## 観光
トルコ当局がディヤルバクル中心部の一部区画に外出禁止令を出しており（2016年2月現在）、日本の外務省も2016年4月4日に危険情報のレベルを、渡航延期勧告から渡航中止勧告に引き上げた。